# Stathmopoda skelloni
Stathmopoda skelloni is een vlinder uit de familie Stathmopodidae. De wetenschappelijke naam van de soort is voor het eerst geldig gepubliceerd in 1880 door Butler.